# Tanjung Mulia (Pasar Manna)
Tanjung Mulia is een bestuurslaag in het regentschap Bengkulu Selatan van de provincie Bengkulu, Indonesië. Tanjung Mulia telt 3907 inwoners (volkstelling 2010).